# Eueides isabella
Espèce
Eueides Isabella est un lépidoptère appartenant à la famille des Nymphalidae, à la sous-famille des Heliconiinae et au genre Eueides.

## Historique et dénomination
- Eueides Isabella a été décrit par l'entomologiste hollandais Caspar Stoll en 1781[1].
- La localité type est le Suriname.

### Synonymes
- Papilio isabella Stoll [1781] protonyme[2]

### Noms vernaculaires
Eueides isabella se nomme Isabella's Longwing en anglais.

### Sous-espèces
- Eueides isabella isabella au Suriname et en Guyane.
- Eueides isabella arquata Stichel, 1903 ;  en Colombie.
- Eueides isabella cleobaea Geyer, 1832 ; à Cuba, Porto Rico et en Amérique centrale.
- Eueides isabella dianasa (Hübner, [1806])
- Eueides isabella dissoluta Stichel, 1903 ; au Pérou et en Équateur.
- Eueides isabella dynastes C. et R. Felder, 1861 ; au Venezuela et en Colombie.
- Eueides isabella ecuadorensis Strand, 1909 ; en Équateur.
- Eueides isabella eva (Fabricius, 1793) au Mexique, Honduras, Nicaragua, Honduras, et à Panama.
- Eueides isabella hippolinus Butler, 1873 ; au Pérou.
- Eueides isabella huebneri Ménétriés, 1857 ; en Colombie.
- Eueides isabella melphis (Godart, 1819) à Haïti et aux Antilles.
- Eueides isabella nigricornis Maza, 1982 ; au Brésil.
- Eueides isabella ssp; au Brésil[2].

## Description
C'est un grand papillon d'une envergure de 6,5 cm à 9 cm, au dessus marron à noir orné de larges bandes orange à cuivré.

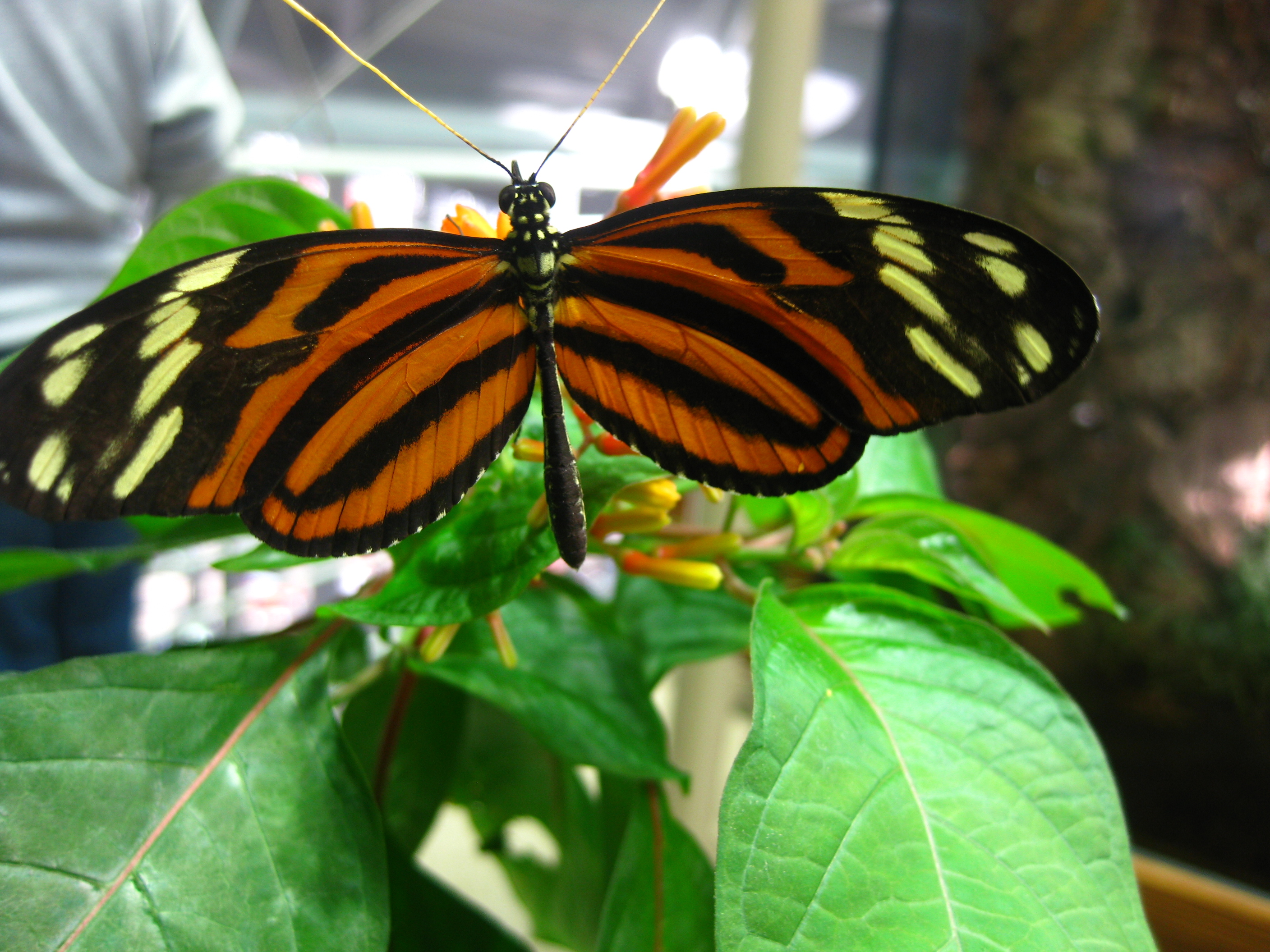
Eueides isabella
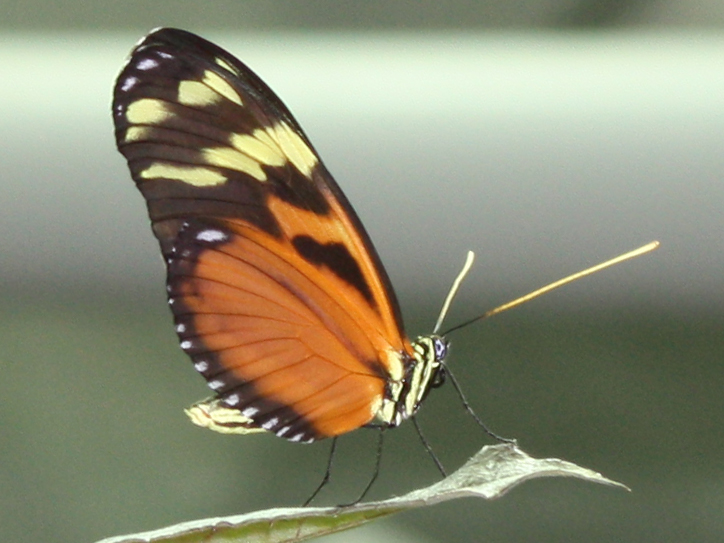
revers

### Chenille
Elle est noire avec des marques jaunes, orange et blanches et des scolis blancs et noirs.

## Biologie
L'imago vole jusqu'à quatre semaines en captivité où il n'a pas de prédateurs naturels dans une serre.

### Période de vol et hivernation
Il vole d'avril à juillet dans le nord de son aire, toute l'année dans sa zone de résidence tropicale. Il est actif même par faible luminosité.

### Plantes hôtes
Ses plantes hôtes sont des Passiflora ou passiflore, Passiflora platyloba et Passiflora ambigua.

## Écologie et distribution
Il réside dans le sud du Mexique, en Amérique centrale, aux Antilles et dans le bassin amazonien.
Il est émigrant fréquent au Texas.

### Biotope
Son habitat est la forêt tropicale où il se tient dans la canopée.